# Hieracium mixtum
Hieracium mixtum là một loài thực vật có hoa trong họ Cúc. Loài này được Lapeyr. ex Froel. mô tả khoa học đầu tiên năm 1838.